# Neivamyrmex fumosus
Neivamyrmex fumosus é uma espécie de formiga do gênero Neivamyrmex.